# Pianeta interstellare

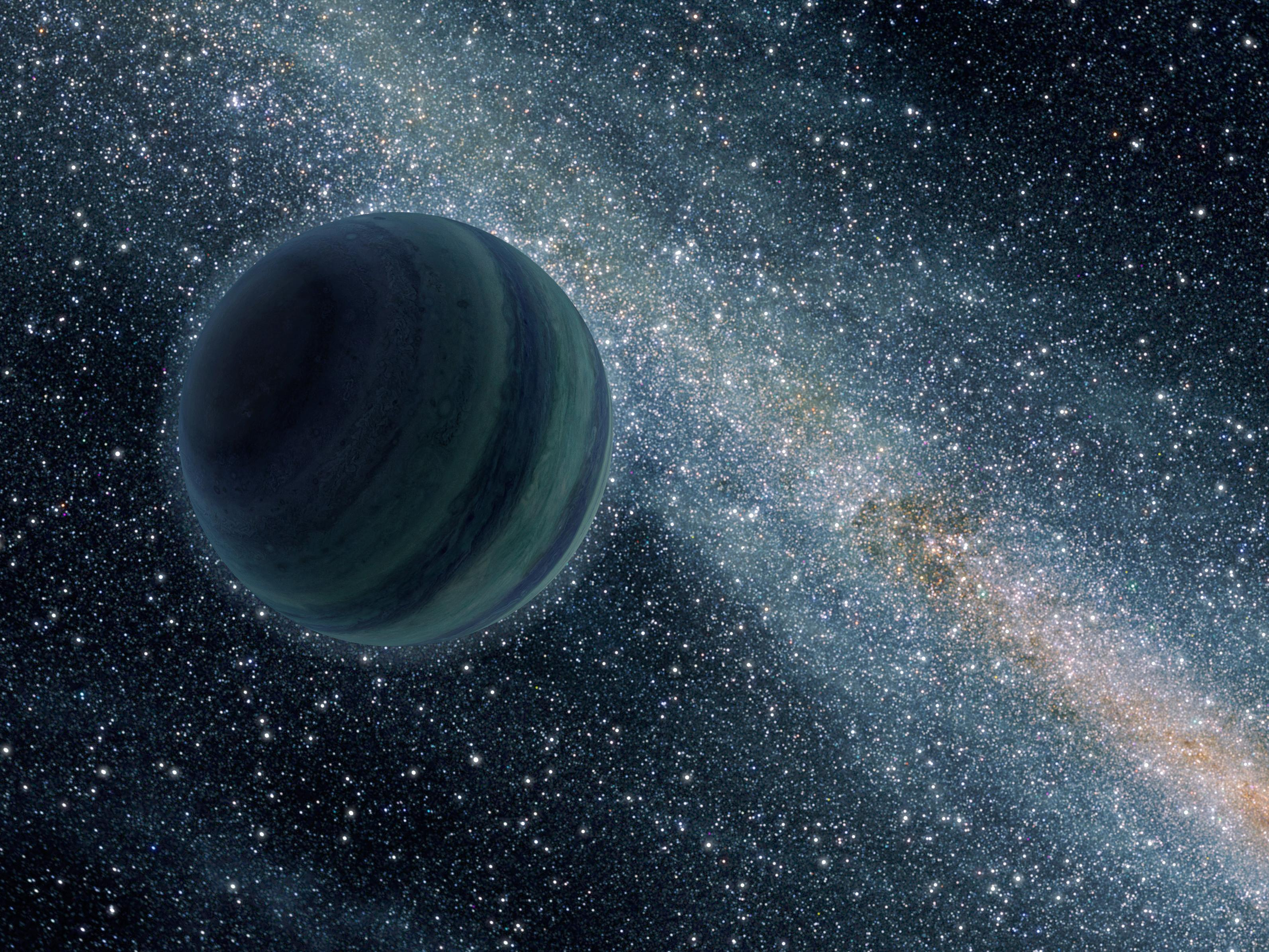
Rappresentazione artistica di un pianeta interstellare di massa simile a Giove.

Un pianeta interstellare o pianeta errante è un corpo celeste avente una massa equivalente a quella di un pianeta, ma non legato gravitazionalmente a nessuna stella: questi corpi celesti si muovono dunque nello spazio interstellare come oggetti indipendenti da qualsiasi sistema planetario, il che giustifica l'appellativo di pianeta orfano attribuito a volte, in maniera alternativa, a questo tipo di oggetti.
Alcuni astronomi nel riferirsi a questi oggetti li chiamano "pianeti", considerandoli tali a tutti gli effetti: una delle teorie sulla formazione di questi oggetti, infatti, sarebbe proprio quella dell'origine planetaria. Si tratterebbe, dunque, di pianeti che un tempo orbitavano attorno a stelle, ma che poi (per motivi da definirsi) sarebbero stati espulsi dal proprio sistema. Quale conseguenza di questa considerazione, sono state sollevate critiche nei confronti dell'attuale definizione di pianeta, basata sull'origine dei corpi celesti: certi astronomi ritengono infatti che sarebbe preferibile redigere una definizione basata sullo stato osservabile dei corpi, e non sulla loro origine. Contraria a questa tesi, vi è invece l'ipotesi delle sub-nane brune: i pianeti interstellari potrebbero, se di massa sufficiente, trasformarsi in piccole stelle vaganti nello spazio, avviando le reazioni di fusione del deuterio. Dunque, in questo caso, i pianeti interstellari non sarebbero pianeti.

## Ipotesi sull'atmosfera
Nel 1998, David J. Stevenson ha pubblicato una serie di studi dal titolo C'è la possibilità di pianeti interstellari in grado di sostenere la vita? In questi studi, Stevenson teorizza che alcuni oggetti vaganti nello spazio interstellare, a cui ci si riferisce col nome di "pianeti", possono sostenere una densa atmosfera, in modo tale da non congelare e proteggere la propria superficie dalle radiazioni cosmiche.
Si pensa che durante la formazione di un sistema planetario, numerosi piccoli protopianeti possano essere espulsi dal sistema in formazione. Con la riduzione delle radiazioni ultraviolette, proporzionale all'allontanamento del corpo dalla sua stella, un'atmosfera a predominanza di idrogeno ed elio potrebbe essere trattenuta agevolmente dalla forza di gravità di un corpo delle dimensioni della Terra.
È stato calcolato che per un oggetto di dimensioni simili a quelle terrestri, con un'atmosfera ricca di idrogeno alla pressione di un kilobar, sottoposta a processi convettivi in condizioni adiabatiche, l'energia geotermica derivante dal decadimento residuo dei radioisotopi del suo nucleo sarebbe sufficiente a mantenere una temperatura superficiale al di sopra del punto di fusione dell'acqua. Di conseguenza, si ritiene che possano esistere pianeti interstellari con oceani di acqua allo stato liquido. Si pensa che oggetti di questo tipo possano rimanere geologicamente attivi per molto tempo, creando quindi una magnetosfera protettiva attorno al pianeta e fenomeni vulcanici sul fondo degli oceani, in grado di fornire l'energia necessaria allo sviluppo della vita. Stevenson ha ammesso che corpi di questo tipo sarebbero difficili da individuare, a causa dell'irraggiamento termico, nello spettro delle microonde, emesso dagli strati più bassi dell'atmosfera.

## Protopianeti o planetari?
Recentemente, è stato scoperto che alcuni pianeti extrasolari, come il planemo 2M1207b, orbitante attorno alla nana bruna 2M1207, possiedono un disco di detriti. Se alcuni oggetti interstellari vengono considerati come stelle sub-nane brune, allora i detriti potrebbero diventare a tutti gli effetti pianeti, con i dischi di detriti che si trasformerebbero in dischi protoplanetari. Quindi, il disco di detriti orbitante attorno al planemo 2M1207 b potrebbe dare origine a una o più lune. Esiste un termine in astronomia per indicare questi corpi celesti extrasolari a metà tra stelle e pianeti: planetari.

## Pianeti interstellari conosciuti e possibili candidati
Non c'è modo di dire con certezza se si tratti di pianeti che sono stati espulsi dall'orbita intorno alla loro stella o si erano originariamente formati da soli come sub-nana bruna o nana bruna.
- S Ori 52
- UGPS J072227.51-054031.2
- Cha 110913-773444
- CFBDSIR 2149-0403
- WISE 0855−0714, un oggetto distante circa 7,2 anni luce dalla terra scoperto nel 2014 da Kevin Luhman con il Wide-field Infrared Survey Explorer (WISE). L'oggetto dovrebbe avere una temperatura compresa in un range da 225 fino a 260 K (−48 fino a −13 °C; −55 fino a 8 °F) e una massa compresa tra le 3 e le 10 masse gioviane.[4]
- PSO J318.5-22

## I pianeti interstellari in letteratura e nei mass media
- Uno dei più famosi racconti di fantascienza di Fritz Leiber, Un secchio d'aria (A Pail of Air, Galaxy, dic. 1951, ediz. it. in Le grandi storie della fantascienza 13, Bompiani, Milano, 1994) narra di un ragazzo che vive sulla Terra dopo che questa ha smesso di orbitare attorno al Sole, catturata dalla gravità di una "stella oscura" vagante nello spazio. Malgrado in questo racconto la Terra orbiti comunque attorno ad una stella, si può considerare Un secchio d'aria come la prima opera letteraria contenente l'elemento dei pianeti interstellari.
- Nella serie televisiva Spazio 1999, la Luna è allontanata dall'orbita terrestre a seguito di un'esplosione nucleare, diventando un pianeta interstellare che vaga nello spazio con i superstiti della colonia lunare.
- L'episodio Il cavaliere di Gothos della serie televisiva Star Trek, è ambientato su un pianeta interstellare non segnato sulle mappe.
- Nell'episodio La caccia della serie televisiva Star Trek: Enterprise, la nave stellare Enterprise capita su di un pianeta interstellare che presenta un'atmosfera simile a quella terrestre. Il pianeta è riscaldato da fenomeni vulcanici, che sostengono l'ecosistema planetario.
- Il pianeta d'origine dei Fondatori, alieni della serie televisiva Star Trek: Deep Space Nine, è un pianeta interstellare esistente all'interno di una nebulosa; oltre ai Fondatori stessi (che sono dei mutaforma protoplasmatici) il pianeta appare in grado di sostenere forme di vita umanoidi.
- Nell'universo del wargame tridimensionale Warhammer 40.000, il Tempio degli Assassini Culexus, dell'Officio Assassinorum, è situato in profondità sotto la superficie di un pianeta interstellare "morto".
- Nell'universo fantascientifico di Guerre stellari, il pianeta Zonama Sekot fu inizialmente introdotto nel romanzo Pianeta interstellare, e poi mantenuto nella serie New Jedi Order. Il pianeta, che è di fatto in sé un essere vivente, ha dato origine a forme di vita uniche in tutta la galassia come, ad esempio, navi spaziali organiche.
- Nel film del 2011 di Lars von Trier, Melancholia, la Terra viene distrutta dalla collisione col pianeta interstellare il cui nome dà il titolo al film.
- Il Romanzo di fantascienza La luce morente di George R.R. Martin è ambientato su Worlorn: un pianeta orfano che orbita sul bordo esterno della Via Lattea.
- Il film di fantascienza Earthfall del 2015 di Steven Daniels narra le vicende di alcuni sopravvissuti ad un passaggio ravvicinato di un pianeta interstellare, il quale ha modificato l'orbita terrestre provocando catastrofi naturali.
- Nella serie di fumetti L'astro infernale. Remina del mangaka giapponese Junji Itō il principale antagonista è un pianeta interstellare vivente